# Фик Олег Васильович
Олег Васильович Фик (28 вересня 1998 — 3 січня 2023) — український військовослужбовець, Збройних сил України, учасник російсько-української війни.

## Життєпис
Олег Фик народився 28 вересня 1998 року.
Навчався в Козівському ліцеї № 2. Закінчив Тернопiльське вище професiйне училище № 4, кафедру екології Бережанського агротехнiчного iнституту. Працював в автомайстернi в Козовiй.
Після початку повномасштабного російського вторгнення пішов добровольцем на фронт. Загинув 3 січня 2023 року.
Похований 15 січня 2023 року.

## Вшанування пам'яті
У вересні 2023 року на фасаді Козівського ліцею № 2 відкрито пам'ятну дошку на честь Олега Фика.